# Foo fighter

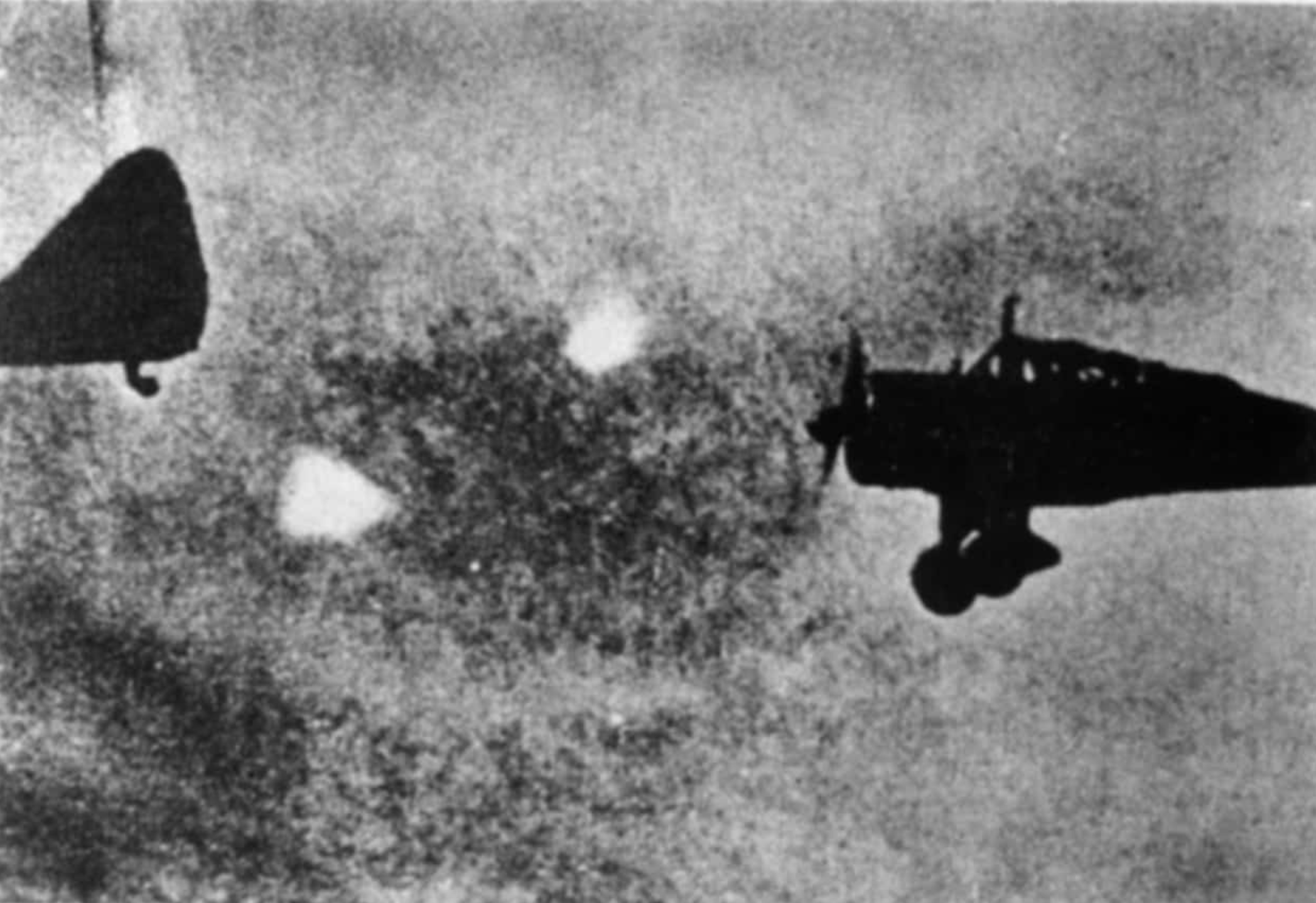
Foo fighter

Foo fighter – nazwa niewytłumaczonego do tej pory zjawiska w postaci świetlistych kul, obserwowanego przez żołnierzy, marynarzy i lotników alianckich podczas II wojny światowej.

## Relacje
Pierwszy znany raport o „dziwnych światłach na niebie” pochodzi z września 1941 roku od załogi polskiego transatlantyku SS Pułaski, który pełnił w czasie wojny służbę jako transportowiec dla wojska. W czasie rejsu z Dakaru do Suezu marynarz wachtowy Doroba dostrzegł w nocy kulę zielonkawego światła o rozmiarach połowy tarczy księżyca, utrzymującą się nieco na skos od dziobu i wyraźnie towarzyszącą statkowi. Brytyjski oficer łącznikowy, który wraz z Polakami przez ponad godzinę obserwował zjawisko, poinformował o tym wywiad wojskowy Security Service, dodając, że na koniec „obiekt” skręcił gwałtownie i oddalił się z ogromną szybkością.
Z biegiem czasu przybywało wojennych doniesień o tajemniczych światłach, a lotnicy amerykańscy nadali im miano „foo fighter”. Nieznana jest etymologia tej nazwy, ale najprawdopodobniej zapożyczona została z popularnego w końcu lat 30. komiksu „Smokey Stover, the Foo Fighter” – surrealistycznej opowieści o dzielnym strażaku, który co rusz powtarzał, że „gdzie fu tam ogień” (ang. Where's the foo, there's the fire). Słowo „foo” w języku angielskim nie istnieje, a próby wywodzenia go z fr. feu (ogień) lub kung-fu wydają się naciągane. Rysownik Bill Holman, autor komiksu twierdził, że znalazł to słowo na spodzie chińskiej figurki.
Największą zbiorową obserwację odnotowano wczesnym rankiem 25 lutego 1942 roku – nad Los Angeles pojawił się świecący obiekt wielkości (jak podawała miejscowa prasa) sterowca, który wolno przeleciał nad wybrzeżem od Santa Monica do Long Beach. W tym czasie artyleria przeciwlotnicza wystrzeliła w jego stronę kilka tysięcy pocisków. „Obiekt” – doleciawszy do Signal Hill – skręcił najpierw w głąb lądu, a następnie zawrócił i zniknął nad oceanem. Zjawisko to – obserwowane przez tysiące mieszkańców Los Angeles – nigdy nie zostało wyjaśnione. Wydarzenie to nazwane zostało Nalotem na Zachodnie wybrzeże lub Bitwą o Los Angeles.
28 lutego 1942, tuż przed rozpoczęciem bitwy na Morzu Jawajskim z pokładu ciężkiego krążownika amerykańskiego USS „Houston” dostrzeżono znaczną ilość żółtawych rozbłysków, które oświetlały morze na wiele mil wokół. Nie wiadomo, jak długo trwało to zjawisko, bowiem krążownik wszedł zaraz do bitwy i otrzymał kilka trafień pociskami japońskimi, więc nikt na pokładzie nie śledził już zjawiska.
O godz. 10 rano 12 sierpnia 1942, podczas walk o Guadalcanal amerykańscy żołnierze bazujący na wyspie Tulagi ogłosili alarm przeciwlotniczy, dostrzegli oni około 150 świateł, w grupach od 10 do 12, przesuwających się nad wyspą. Żołnierze byli przekonani, że mają do czynienia z bombardowaniem, ale nic takiego nie nastąpiło. Według raportu wywiadu wojskowego żołnierze twierdzili, że obiekty wyglądały jak metaliczne spłaszczone kule, lekko chwiejące się w locie i poruszające się szybciej niż ówczesne samoloty.
Podobne niewyjaśnione zjawiska obserwowane były na innych obszarach działań wojennych, także w Europie. W marcu 1945 magazyn „Times” donosił: „Jeśli nie mamy do czynienia z mistyfikacją lub złudzeniem optycznym, to nasi piloci z pewnością mieli do czynienia z najdziwniejszą tajną bronią wroga, jaką kiedykolwiek napotkali. W ubiegłym tygodniu stacjonujący we Francji piloci dywizjonu nocnych myśliwców złożyli relację z całego ciągu dziwnych spotkań z kulami ognia, które od miesiąca towarzyszą im w lotach nad Niemcami. Nikt z nich nie był w stanie powiedzieć czego – jego zdaniem – owe kule ognia chciały dokonać. Piloci są zdania, że to nowa broń psychologiczna Niemców. Zgodnie z ich relacjami światła trzymały się bardzo blisko ich maszyn i towarzyszyły im na odcinku wielu mil, by w końcu przyspieszyć i zniknąć.”

## Rezultaty badań
Wszystkie doniesienia były drobiazgowo badane przez wywiady wojskowe i w większości zostały utajniane. Lotnikom (którzy byli świadkami największej ilości spotkań) wręcz zakazano rozpowiadania o tym poza własnym gronem. Z analizy znanych obecnie doniesień wynika, że:
- obserwowane „kule ognia” były różnego koloru, różnej – nieokreślonej – wielkości, czasami wydawały się być metalizującymi obiektami, zwykle okrągłego, czasami spłaszczonego, kształtu[8] i poruszały się z dowolną szybkością, dokonując manewrów niemożliwych do wykonania przez samoloty;
- widywano je pojedynczo, ale także w grupach od kilku do ponad stu;
- im bliżej końca wojny, tym było ich więcej.

## UFO
W oficjalnych raportach RAF-u, pojawił się termin „Unindentified Flying Object” (UFO), który pojawił się ponownie na przełomie lat 40 i 50 XX w., w USA, a następnie rozpowszechnił się na Europę. Obecnie odnosi się do „przedmiotów lub zjawisk zaobserwowanych najczęściej przez osoby przypadkowe, nie dających się zidentyfikować z żadnymi obiektami i zjawiskami znanymi z warunków ziemskich; nie jest wyjaśnione, czy relacje obserwatorów są uwarunkowane psychologicznie, czy dotyczą zjawisk meteorologicznych, optycznych, czy innych, nie poznanych jeszcze zjawisk naturalnych”. Termin ów pojawił się wkrótce po pierwszym próbnym wybuchu bomby nuklearnej na pustyni White Sands w Nowym Meksyku, jaki miał miejsce 16 lipca 1945 roku. W kilka dni po tej detonacji cały stan stał się widownią zjawiska znanego jako „zielone meteory”. Nie były to jednak meteory, bo nie spadały na ziemię, lecz poruszały się – z ogromną prędkością – równolegle do niej. Zjawisko trwało kilkanaście dni i ustało samoistnie.

## Próby wyjaśnienia
Hipotez próbujących wyjaśnić zjawisko foo fighterów jest wiele. Oto niektóre z nich:
1. Flary, wystrzeliwane przez wyznaczone niemieckie baterie przeciwlotnicze jako wskazówki dla nocnych bombowców.
2. Tajna broń Hitlera, opracowywana w tajnym laboratorium SS na przedmieściach Wiednia, mająca zakłócać pracę urządzeń elektrycznych alianckich samolotów.
3. Dyskopodobne prototypowe samoloty niemieckie z napędem odrzutowym.
4. Samoloty Messerschmitt Me 163 z silnikami rakietowymi.
5. Samoloty Horten Ho 229.
6. Pioruny kuliste.
7. Ognie świętego Elma.
8. Odbłyski świetlne na pleksiglasowych szybach samolotów.
9. ETH (ang. Extraterrestial Hypothesis) – sugerująca pozaziemskie pochodzenie zjawiska.
10. Bezzałogowe samoloty o sferycznym kształcie napędzane urządzeniem o kryptonimie „Dzwon” (niem. die Glocke).
11. Efekty zjawisk piezoelektrycznych, będących następstwem ciągłych bombardowań i ruchów tektonicznych[10].

Niektóre hipotezy mają słabe strony:
1. Flary świetlne leciałyby w górę lub opadały, nigdy nie towarzyszyłyby samolotom i to przez dłuższy czas.
2. Istnienia „zakłócacza przyrządów” nigdy nie potwierdzono.
3. Pioruny kuliste są zjawiskiem niezwykle rzadkim i nigdy nie występują w grupach.
4. Ognie św. Elma to nikłe wyładowania elektryczne pojawiające się na szczytach masztów i krańcach rei żaglowców na krótko przed burzą; nie przybierają form kulistych i nie poruszają się samoistnie.
5. Hipoteza o odbłyskach świetlnych, możliwa do przyjęcia jeśli chodzi o obserwacje pilotów samolotów, w żaden sposób nie wyjaśnia obserwacji dokonanych przez marynarzy.
6. Hipoteza ETH nie doczekała się jednoznacznego potwierdzenia.
7. Hipoteza o zjawiskach piezoelektrycznych – tzw. światłach ziemi – jest wciąż weryfikowana.

Sądząc z poszczególnych relacji, prawdopodobnie jest to nie jedno, a z co najmniej kilka odrębnych zjawisk: obserwowane obiekty różniły się kształtem, kolorem, wielkością, liczebnością, a jedyną ich cechą wspólną była szybkość i zdolności manewrowe. Większość świadków – poza jednym – nie wspomina także o wydawanych przez foo fightery dźwiękach.